# Chris Lowell
Christopher "Chris" Lowell (Atlanta, 17 de outubro de 1984) é um ator americano. Conhecido pelos personagems Stosh "Piz" Piznarski em Veronica Mars e William "Dell" Parker em Private Practice, Lowell atuou no filme The Help (Brasil: Histórias Cruzadas / Portugal: As Serviçais).

## Biografia
Lowell nasceu em Atlanta, Georgia. Ele estudou na Escola Internacional de Atlanta, onde se interessou por teatro e produção cinematográfica. Frequentou a Universidade do Sul da Califórnia, onde foi descoberto durante seu primeiro ano enquanto jogava vôlei de praia. Em seu tempo livre, ele se dedica a produção cinematográfica amadora, teatro, e viagens.

## Carreira
Descoberto em 2003 depois de passar por seu primeiro teste importante, ele conseguiu um papel no seriado adolescente Life as We Know It da ABC. Do trio de protagonistas masculinos, Lowell interpretava Jonathan Fields, o "mais inseguro, porém o mais criativo e realista dos três". A série foi cancelada após 13 episódios.
Em 2007, Lowell protagonizou o filme Graduation e participou de um filme de menor destaque chamado You Are Here.
Depois do fim de Life As We Know It, Lowell foi escalado como Stosh "Piz" Piznarski na terceira temporada de Veronica Mars, contracenando com Kristen Bell e Jason Dohring.
De 2007 até 2010, Lowell apareceu no drama Private Practice da ABC, ao lado de Kate Walsh, Audra McDonald e Tim Daly, interpretando Dell, o recepcionista do Oceanside Wellness Group e também enfermeiro qualificado, além de pai da pequena Betsy.  Lowell deixou Private Practice no episódio final da terceira temporada quando Dell morre de insuficiência cardíaca, uma complicação durante uma cirurgia cerebral após um acidente de automóvel.
Em 2009, fez uma pequena participação no filme Up in the Air (Brasil: Amor sem Escalas / Portugal: Nas Nuvens) de George Clooney.
Em 2011, Lowell interpretou Stuart Whithworth no filme The Help (Brasil: Histórias Cruzadas / Portugal: As Serviçais) ao lado de Emma Stone. Em 2013, Lowell atuou em Love and Honor (Por Amor e Honra) ao lado de Liam Hemsworth e Light Years.
Lowell também é fotógrafo. Suas fotografias são expostas periodicamente na galeria Jackson Fine Art em Atlanta. Ele já tirou fotos para várias organizações sem fins lucrativos, incluindo o "Projeto Medishare" na zona rural do Haiti, e "Crianças Invisíveis", em Uganda e Ruanda. Além disso, Lowell é vocalista e harmonicista da banda acústica indie Two Shots for Poe, e seus poemas e contos foram publicados na 12th Street Magazine.

## Filmografia

### Séries
| Séries    | Séries                | Séries                  | Séries                                                           | Séries |
| Ano       | Título                | Papel                   | Notas                                                            |        |
| --------- | --------------------- | ----------------------- | ---------------------------------------------------------------- | ------ |
| 2004-2005 | Life as We Know It    | Jonathan Fields         | 1ª Temporada                                                     |        |
| 2006-2007 | Veronica Mars         | Stosh "Piz" Piznarski   | 3ª Temporada                                                     |        |
| 2007      | Grey's Anatomy        | William "Dell" Parker   | 2 episódios                                                      |        |
| 2007-2010 | Private Practice      | William "Dell" Parker   | 1ª a 3ª Temporadas                                               |        |
| 2014      | Enlisted              | Derrick Hill            | 1ª Temporada                                                     |        |
| 2017–2019 | GLOW                  | Sebastian "Bash" Howard | Elenco recorrente (1ª e 2ª temporadas); principal (3ª temporada) |        |
| 2019      | Zombie                | Byron Deceasey          | Epissódio: "All's Well That Ends Well"                           |        |
| 2022–2023 | How I Met Your Father | Jesse                   | Elenco principal                                                 |        |
| 2022      | Inventing Anna        | Noah                    | Elenco recorrente                                                |        |

### Filmes
| Filmes | Filmes                       | Filmes                | Filmes | Filmes |
| Ano    | Filme                        | Papel                 | Notas |        |
| ------ | ---------------------------- | --------------------- | --- | ------ |
| 2007   | You Are Here                 | Delaney               | |        |
| 2007   | Graduation                   | Tom Jackson           | |        |
| 2009   | Up in the Air                | Kevin                 | |        |
| 2011   | The Help                     | Stuart Whitworth      | Hollywood Film Award por Elenco do Ano NBR Award por Melhor Elenco Golden Satellite Award por Melhor Elenco Special Achievement Award por Melhor Elenco de um Filme Indicação — WAFCA Award de Melhor Elenco |        |
| 2013   | Love and Honor               | Peter                 | |        |
| 2013   | Brightest Star               | The Boy               | |        |
| 2014   | Veronica Mars                | Stosh "Piz" Piznarski | |        |
| 2016   | Complete Unknown             | Brad                  | |        |
| 2016   | Chronically Metropolitan     | Victor                | |        |
| 2016   | Katie Says Goodbye           | Dirk                  | |        |
| 2020   | Promising Young Woman        | Al Monroe             | |        |
| 2021   | Breaking News in Yuba County | Steve                 | |        |